# Observatoire de radioastronomie de Hartebeesthoek
L’observatoire de radioastronomie de Hartebeesthoek (en anglais, Hartebeesthoek Radio Astronomy Observatory, HartRAO) est un observatoire radioastronomique situé au sud de la chaîne de montagnes du Magaliesberg, à environ 50 km à l'ouest de Johannesbourg en Afrique du Sud. Il est exploité par la Fondation nationale pour la recherche d'Afrique du Sud. HartRAO était le seul observatoire radioastronomique majeur de l'Afrique jusqu'à la construction de KAT-7, un radiotélescope qui fait partie en 2024 du réseau MeerKAT.

## Histoire

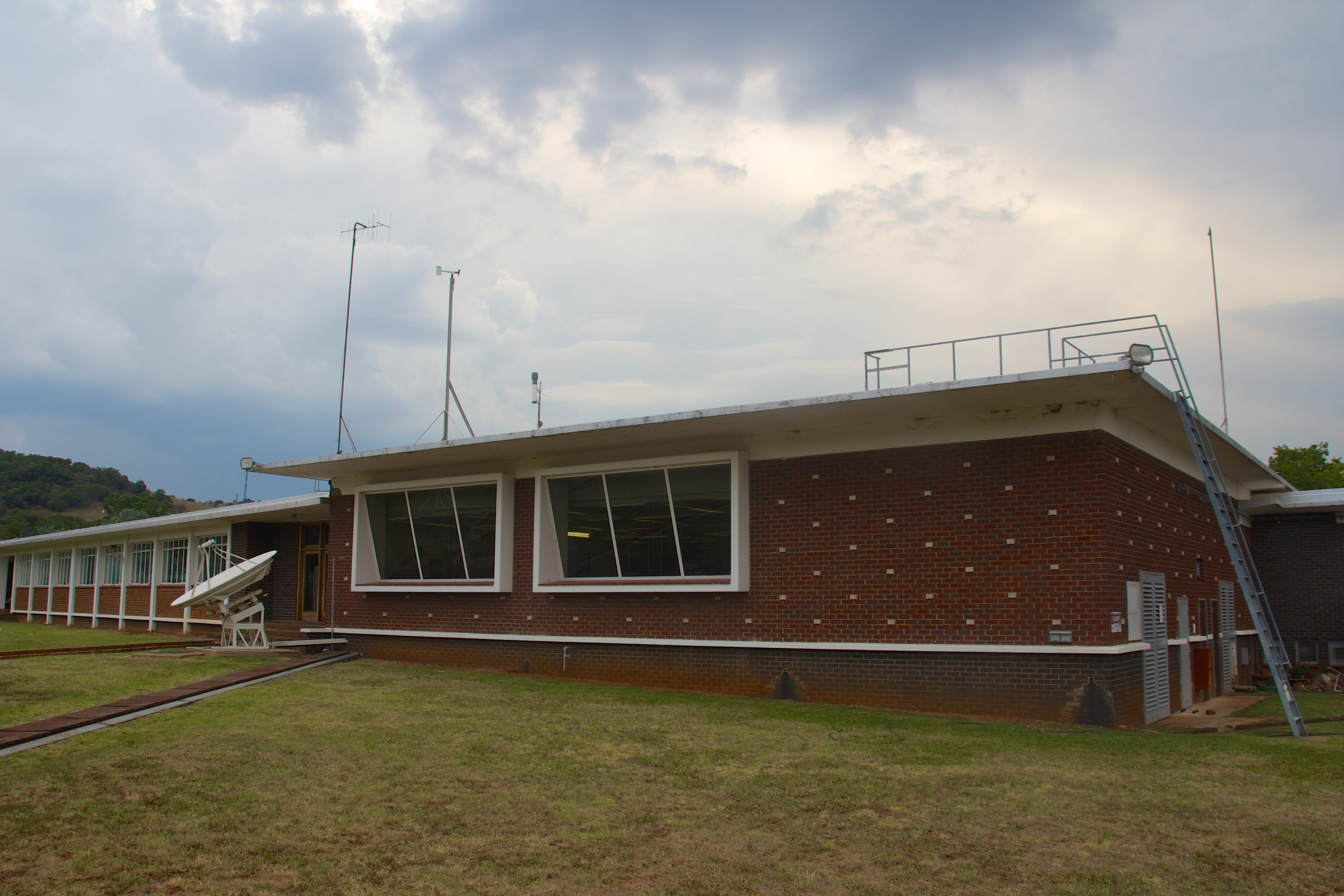
Premier centre de contrôle du HartRAO.

L'observatoire, initialement nommé « Deep Space Station 51 » (DSS 51), est construit en 1961 par la NASA. Lorsqu'il est complété, l'observatoire participe au suivi de plusieurs appareils spatiaux américains, dont ceux du programme Ranger, du programme Surveyor, du programme Lunar Orbiter, du programme Mariner et du programme Pioneer.
Les premières images de la surface de Mars envoyées par Mariner 4 ont été reçues au DSS 51.
La NASA a cessé de soutenir l'observatoire en 1975, remettant son exploitation au Council for Scientific and Industrial Research (en) (CSIR). DSS 51 a alors été modifié pour devenir un observatoire radioastronomique. En 1988, son exploitation est remise à la Foundation for Research Development (FRD). Cette dernière, en 1999, est restructurée pour faire partie de la Fondation nationale pour la recherche d'Afrique du Sud (NRF).
Dans les années 2010, la NASA fait encore appel aux services de l'observatoire sur une base ponctuelle. Par exemple, l'observatoire a suivi le lancement du Mars Science Laboratory le 26 novembre 2011.

## Description
L'observatoire est doté d'un seul radio-télescope de 260 tonnes dont la principale surface de réflexion a un diamètre de 26 mètres. L'instrument est doté de récepteurs radios opérant dans la bande des micro-ondes aux longueurs d'onde de 18 cm, 13 cm, 6 cm, 4,5 cm, 3,5 cm, 2,5 cm et 1,3 cm.

## Recherches
Dans les années 2020, HartRAO sert en radiométrie, en spectroscopie, aux mesures temporelles des pulsars et en interférométrie. Ses instruments sont utilisés en conjonction avec les instruments d'autres radio-télescopes basés au sol. IL est aussi mis à contribution avec les télescopes spatiaux HALCA et Spektr-R pour effectuer de l'interférométrie à très longue base (Very Long Baseline Interferometry, VLBI).
HartRAO est membre du European VLBI Network, tout en faisant partie du Australia Telescope Long Baseline Array, du Asia-Pacific Telescope, du Very Long Baseline Array.
HartRAO poursuit un programme de géodésie de l'espace en s'appuyant sur le VLBI, télémétrie laser sur satellite et le Global Positioning System. L'observatoire offre aussi aux étudiants et scientifiques d'universités sud-africaines la possibilité de poursuivre des recherches en astronomie.
Le XDM, une antenne parabolique expérimentale à intégrer au radiotélescope MeerKAT, a été construit sur le site du HartRAO. Cette antenne a d'abord été utilisée par le KAT-7, un prototype de radiotélescope comprenant sept instruments. Lorsqu'il a été complété en 2012, KAT-7 a marqué le début du développement du réseau MeerKAT.

## Galerie

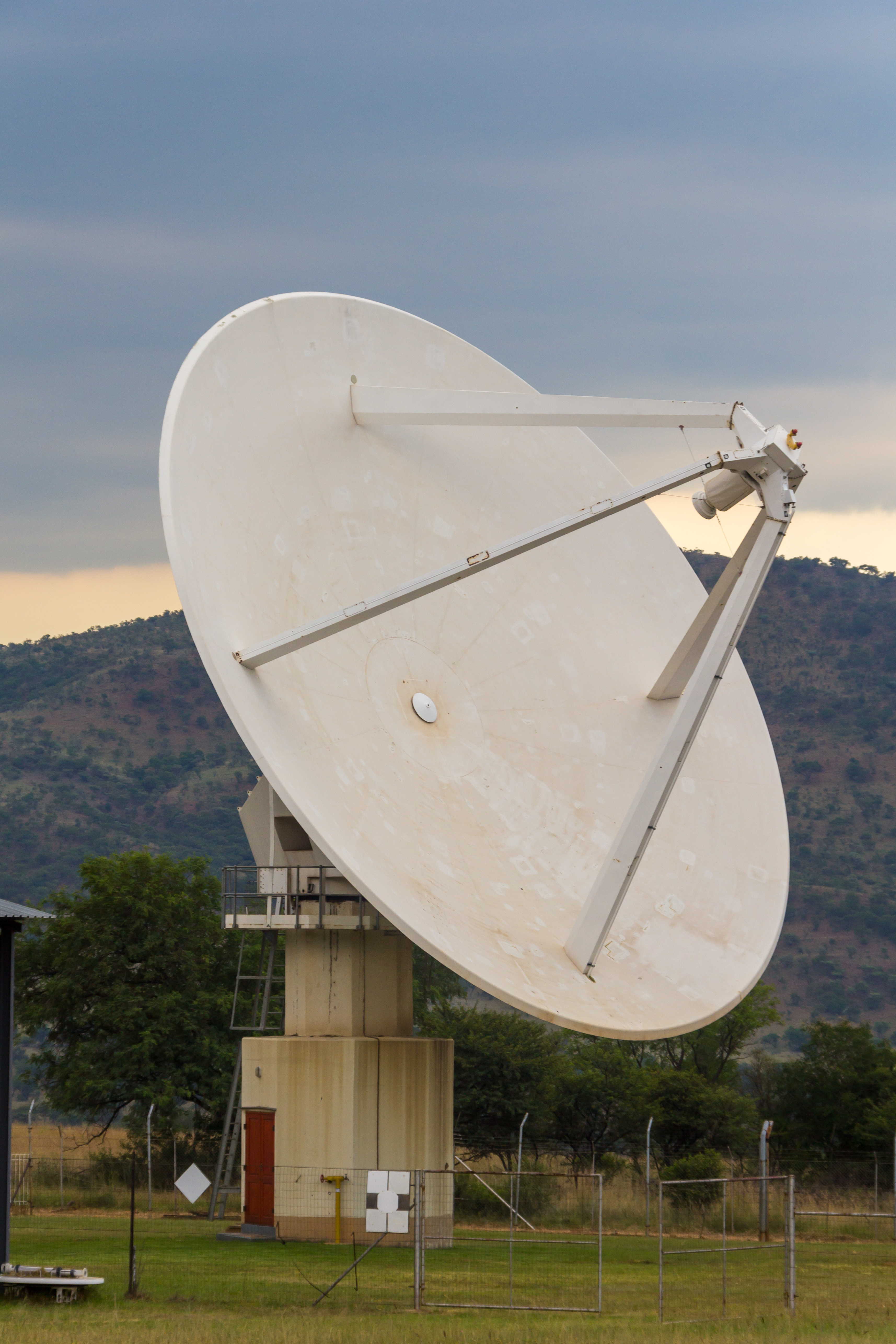
Prototype du MeerKAT
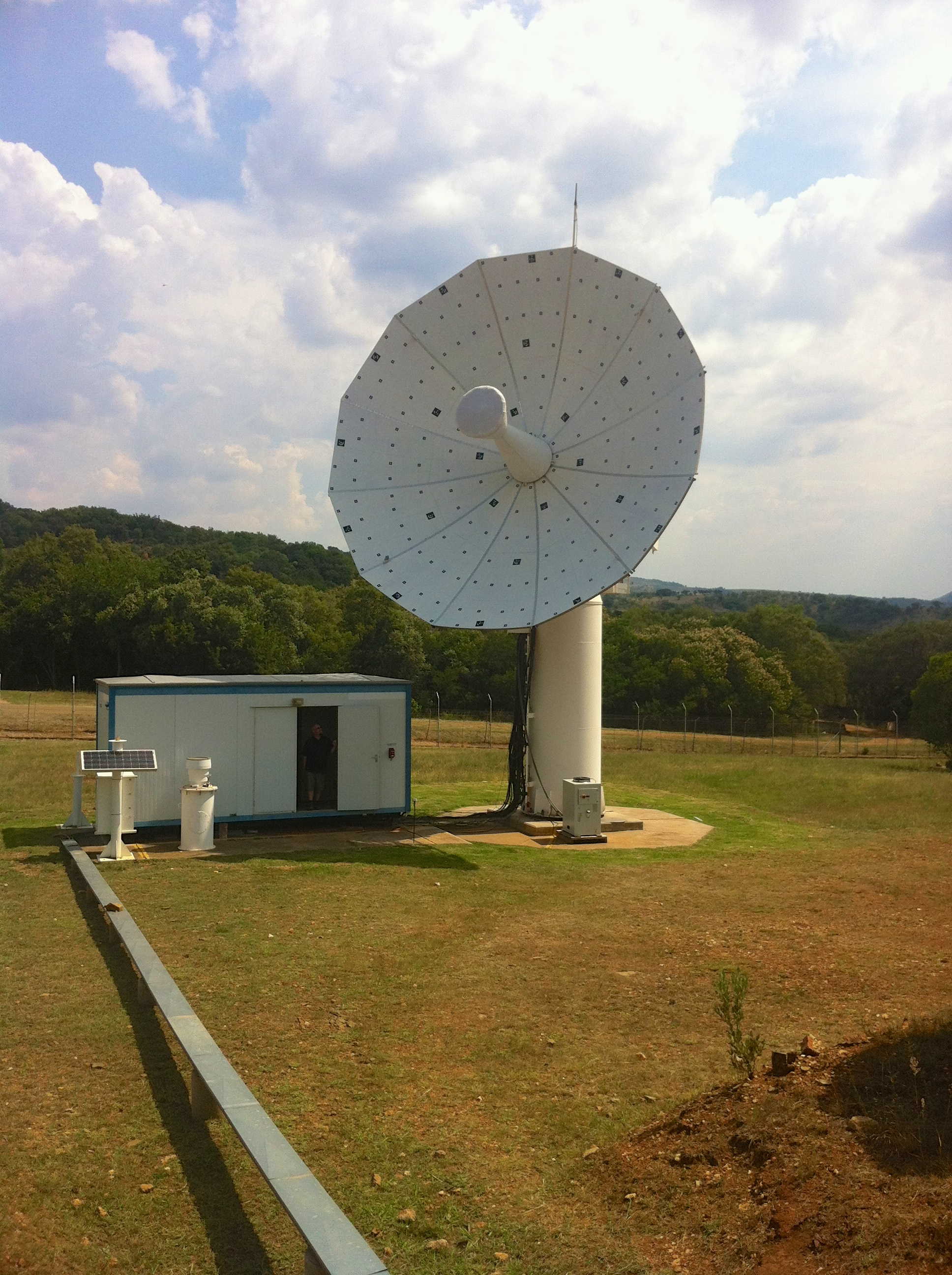
Prototype du C-Band All Sky Survey (en) South (C-BASS South)